# Phelliactis coccinea
Phelliactis coccinea is een zeeanemonensoort uit de familie Hormathiidae.
Phelliactis coccinea is voor het eerst wetenschappelijk beschreven door Stephenson in 1918.